# 멜로가 체질
《멜로가 체질》은 JTBC에서 2019년 8월 9일부터 2019년 9월 28일까지 방영된 금토 드라마이다.

## 줄거리
일과 연애에 대한 고민을 친구들에게 털어놓고 위로 받는 서른 살 여자 세 명의 일상을 보여 주는 드라마

## 등장 인물

### 주요 인물
- 천우희 : 임진주 역 - 드라마 작가, 환동의 전 연인
- 전여빈 : 이은정 역 - 다큐멘터리 감독, 홍대의 연인
- 한지은 : 황한주 역 - 드라마 마케팅 팀장, 승효의 전아내
- 안재홍 : 손범수 역 - 드라마 PD
- 공명 : 추재훈 역 - 마케팅팀 신입사원, 하윤의 연인

### 임진주 주변 인물
- 백지원 : 정혜정 역 - 스타 작가
- 서상원 : 진주의 아버지 역 - 세탁소 운영
- 강애심 : 진주의 어머니 역 - 세탁소 사모님
- 백수희 : 임지영 역 - 진주의 동생, 경찰 공시생

### 이은정 주변 인물
- 윤지온 : 이효봉 역 - 작곡가, 프로듀서, 은정의 동생
- 한준우 : 홍대 역 - 은정의 연인, 친일파 후손 3세
- 이주빈 : 이소민 역 - 배우, 진주 3인방과 대학 동창
- 김명준 : 이민준 역 - 소민의 매니저
- 류아벨 : 김아랑 역 - 은정의 다큐 선배, 다큐 여자 사람 배우의 제작자, 다큐 감독
- 이하늬 : 병삼 역 - 다큐 여자 사람 배우의 촬영감독
- 박형수 : 소 대표 역 - 소민과 민준의 소속사 대표

### 한주 주변 인물
- 김영아 : 이소진 역 - 한주와 재훈의 회사인 흥미유발엔터 대표
- 설우형 : 황인국 역 - 한주의 아들
- 이학주 : 노승효 역 - 한주의 전 남편, 유명 개그맨

### JBC 사람들
- 정승길 : 성인종 역 - JBC 드라마국 국장, 범수의 선배
- 이유진 : 김환동 역 - 범수의 조감독, 진주의 전 연인
- 허준석 : 서동기 역 - 범수의 JBC 동기, 드라마 PD
- 이지민 : 다미 역 - JBC 구내식당 영양사

### 주변 인물
- 미람 : 하윤 역 - 재훈의 연인
- 전신환 : 문수 역
- 진석진 : 승균 역
- 박상우 : 상일 역
- 남영주 : 솔비 역 - 작사가, 범수의 구여친

### 그 외 인물
- 연승빈 : 동구 역 - 소민의 새로운 매니저
- 이하늬 : 드라마 여자 주인공 역
- 윤설 : 사랑 역
- 김지연 : 수희 역
- 위신애 : 미영 역
- 홍희원 : 녹색재단 이사장 역
- 박보은 : 은행원 역
- 진선규 : 드라마 남자 주인공 역
- 장격수 : 양감독 역
- 레이디 제인
- 홍완표
- 심진화
- 홍서준
- 이윤상
- 임해 : 경찰 역
- 김민호
- 이선화
- 정세연
- 이윤진
- 김태연 : 소영 역
- 박한영
- 윤지용
- 서호철
- 송다은
- 김우겸
- 김봉성
- 손동화
- 정진
- 한재이 : 천이슬 역
- 곽자형
- 정원태
- 조혜선
- 김서하
- 엄옥란
- 이성빈
- 이정화
- 김민희
- 안혜원
- 이육현
- 김경원
- 박주용
- 권진우
- 박진수
- 김송성
- 김성제
- 정재호
- 김이산 : 천이슬의 매니저 역
- 김수현 : 식당 직원 역
- 정지현 : 연출진 역

### 특별 출연
- 김도연
- 위키미키
- 손석구 : 김상수 역
- 정아미
- 정소민

## 시청률
최저 시청률과 최고 시청률은 시청률 조사회사와 지역별로 시청률에 차이가 있을 수 있습니다.
| 2019년      | 2019년      | 2019년         | 2019년       |
| 회차        | 방송일      | AGB 시청률     | AGB 시청률   |
| 회차        | 방송일      | 대한민국(전국) | 서울(수도권) |
| ----------- | ----------- | -------------- | ------------ |
| 제1회       | 8월 9일     | 1.790%         | %            |
| 제2회       | 8월 10일    | 1.035%         | %            |
| 제3회       | 8월 16일    | 1.723%         | %            |
| 제4회       | 8월 17일    | 1.531%         | %            |
| 제5회       | 8월 23일    | 1.596%         | %            |
| 제6회       | 8월 24일    | 1.478%         | %            |
| 제7회       | 8월 30일    | 1.544%         | %            |
| 제8회       | 8월 31일    | 1.190%         | %            |
| 제9회       | 9월 6일     | 1.521%         | %            |
| 제10회      | 9월 7일     | 1.849%         | %            |
| 제11회      | 9월 13일    | 1.016%         | %            |
| 제12회      | 9월 14일    | 1.324%         | %            |
| 제13회      | 9월 20일    | 1.270%         | %            |
| 제14회      | 9월 21일    | 1.651%         | %            |
| 제15회      | 9월 27일    | 1.489%         | %            |
| 제16회      | 9월 28일    | 1.803%         | %            |
| 평균 시청률 | 평균 시청률 | %              | %            |

## 편성 변경
- 오승윤이 차에 같이 동승한 친구의 음주 운전 방조 혐의가 밝혀져 하차하게 되며 첫방송이 미루어졌다.

## 같이 보기
- 대한민국의 텔레비전 드라마 목록 (ㅁ)
- 2019년 대한민국의 텔레비전 드라마 목록